# ネッカー川

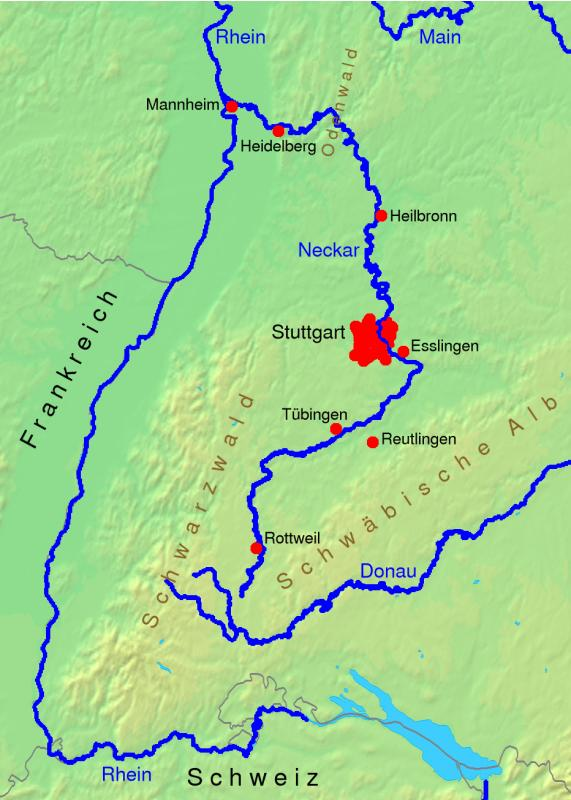
流域地図

ネッカー川（ネッカーがわ、標準ドイツ語: Neckar, アレマン語: Negger（ネッガー））は、ドイツ中南部の流域を流れるライン川の支流。舞台ドイツ語式発音に基づきネッカル川と呼ばれることもある。

## 概要
河川の全長は367kmにおよび、主にバーデン＝ヴュルテンベルク州内を流れ、下流域では、短い区間ではあるが、同州とヘッセン州との州境をなしている。
標高706mのフィリンゲン＝シュヴェニンゲンの近くにあるシュヴェニンゲン・ムースに発し、標高95mのマンハイムでライン川に合流する。ネッカー川は、プロヒンゲンまで船での遡上が可能で、このためライン川、マイン川とともにバーデン＝ヴュルテンベルク州内にある3つの連邦水路の一つとなっている。プロヒンゲン、シュトゥットガルト、ハイルブロン、マンハイムがその恩恵にあずかっている。
流域面積は、バーデン＝ヴュルテンベルク州中央部の14,000km2に達する。工業用水、水運、水力発電と様々な用途に利用されており、河川環境に大きな影響を及ぼしている。平均流量は、145m3/sで、ドイツで10番目に大きな川である。

## 名称の由来
「ネッカー」の名は、ケルト語由来の「荒れた川」を意味する。元々「荒々しい」を意味する「nik」が語源となり、紀元前から「Nikros」と呼ばれていたが、「Nicarus」－「Neccarus」と変遷し、「Necker」となった後、現在の「Neckar」となった。

## 流路
ネッカー川の水源は、フィリンゲンとシュヴェニンゲンの間にあるシュヴェニンゲン・ムースと呼ばれる地域にある。「公式な」水源はシュヴェニンゲンのメクリングスヘーヘ公園(Stadtpark Möglingshöhe)にある。ロットヴァイルのやや上流あたりでは、ネッカー川はバール（シュヴァルツヴァルトとシュヴェービッシェ・アルプの間の高地。de:Baar (Landschaft)）の高原を流れる小川である。
エシャッハまで下るうちに大きくなり川らしくなってゆく。同時に川は狭く森に囲まれた谷を流れるようになり、この地形が約80km続く。こうしてネッカー川はシュヴァルツヴァルトとシュヴェービッシュ・アルプの森を北に向かって抜けて行く。ゴイの手前ホルプで北東に向きを転じ、山麓に沿って流れる。ロッテンブルクからはテュービンゲン盆地に入る。テュービンゲンまでは再び狭い谷間となる。
プロヒンゲンで川は急に北西に向きを変える。同時にフィルス川を合わせ水嵩を増し、船の航行が可能となる。特に州都であるシュトゥットガルトとの水運を得ることでここからは川沿いに工業企業が立ち並ぶようになる。エスリンゲンからはこれにワイン畑が風景に加わる。
シュトゥットガルトを離れ、ルートヴィヒスブルク地方を流れ下るうちに、レムス川、ムル川、エンツ川といった支流を集め、大河となって行く。ハイルブロン付近の低地で、ネッカー川は再び開けた地形を流れる。その後、バート・ヴィンプフェンとモースバッハとの間はオーデンヴァルトの鬱蒼とした丘陵地となる。北に向かう川はこの後再び急角度に向きを変え、僅かにヘッセン州ヒルシュホルンを流れてネッカーシュタイナハまでの間ヘッセン州とバーデン＝ヴュルテンベルク州との境界をなす。ハイデルベルクで、ライン平野に至り、その後すぐにマンハイムでライン川に合流する。

## 歴史

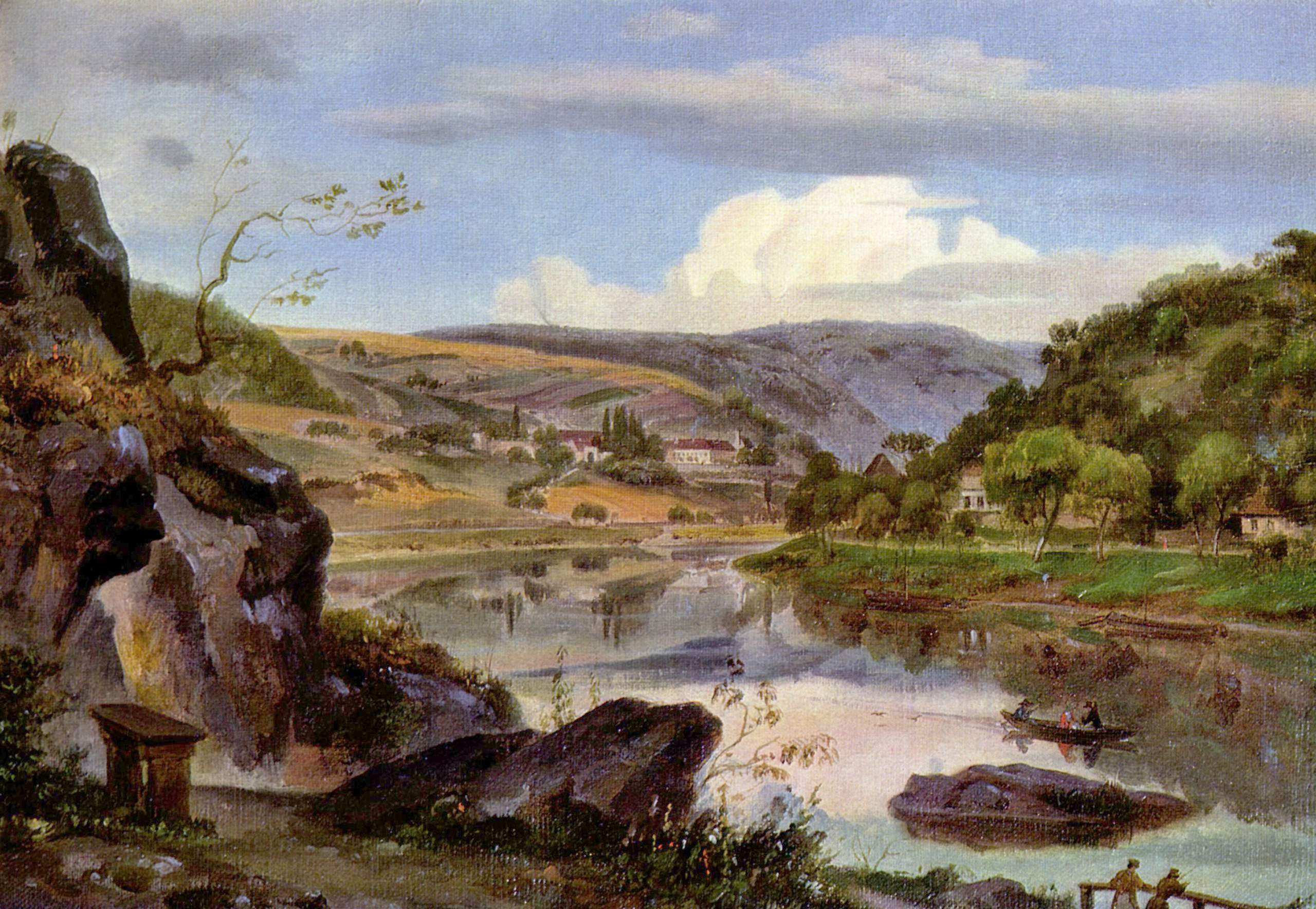
エルンスト・フリース作 "Stift Neuburg und das Neckartal" (1830年頃)

ネッカー川の利用が始まったのは1100年頃。以来、約800年間ネッカー川は、もっぱら木材輸送に用いられてきた。1476年、ネッカー川全流域の自由貿易に関する取り決めが合意され、シュヴァルツヴァルトの木材はこの川を通してオランダまで運ばれた。大航海時代に入り、より多くの木材が必要となったためである。プロヒンゲンではシュアヴァルトから伐り出された燃料用の木材が260mもの長さのいかだとなって川面を覆った。次第にいかだ流しは鉄道に完全に取って代わり、1899年、最後の筏がエスリンゲンを流れ下った。
1713年まで大型船舶はハイルブロンまでしか航行できなかった。その後、シュトゥットガルト＝カンシュタットまで改修がなされ、さらにエスリンゲン付近の改修がなされたことにより、プロヒンゲンまでの航行が可能となったのである。1873年のネッカー川航行規制によって規制が単純化されたことにより、他の物資の水上輸送が活発化し、その後15年間でネッカー川を航行する船舶数は3倍になった。当時の船は川をさかのぼる際には、牽引道から馬に引かれて遡上していたが、19世紀後半の鉄道と競合する上で、これは効率的な方法ではなかった。ネッカー川の水運が再び隆盛を見せるのは1878年のKettenschlepperei （「鎖による牽引の時代」）の始まりによってである。マンハイムとハイルブロンの間115kmを蒸気船が小舟を牽引してさかのぼることで、馬に引かせて5日から8日かかっていた行程を2、3日に短縮することができたのである。
しかし、洪水や流氷、渇水で航行が中止されるなど水運は不安定な状態は避けられず、1921年、閘門を建設し、大規模航路を開発する試みが始まった。ドイツ帝国、バーデン、ヘッセン、ヴュルテンブルクがこれに参加、さらに出資者を募って、ネッカー株式会社が創設された。初代の責任者にオットー・ヒルシュが就任し、ネッカー川の閘門建設、水力発電事業などを行うことになった。1935年、マンハイム－ハイルブロン間の11の閘門がまず完成し、ネッカー川のKettenschleppereiは終焉を告げ、200から300tの小舟は1,500tクラスの船舶に取って代わられた。
マンハイム－プロヒンゲン間の計画の上流部でも開発は進んだ。プロヒンゲンからフィル川をゲッピンゲンまで航行する大規模な計画もあった。ゲッピンゲンの港付近は1978年まで宇宙開発計画のあった場所である。ネッカー川の建築責任者であったオットー・コンツはシュヴェビッシュ・アルプにトンネルを掘り、ドナウ川のウルムまで航路を結ぶ計画も持っていた。
1935年以降進められた運河建設は難航し、1958年になってやっとシュトゥットガルト港が開港した。1968年のDeizisau閘門により運河化は完成した。川は27の閘門で仕切られ、マンハイムからプロヒンゲンまで航行可能となった。オットー・コンツは「ネッカー川の父」と呼ばれるようになった。

## 支流
流域面積において、最大の川は、エンツ川、コッハー川、ヤクスト川である。
上流より記載

ネッカー川の支流エンツ川

- エシャハ川（Eschach、ロットヴァイル＝ビューリンゲンで左岸から合流）
- プリム川（Prim、ロットヴァイルで右岸から合流）
- シュリヒェム川（Schlichem、エプフェンドルフで右岸から合流）
- グラット川（Glatt、ホルプ＝ネッカーハウゼンで左岸から合流）
- アイアハ川（Eyach、シュターツァハ地方のアイアハ駅付近で右岸から合流）
- シュタルツェル川（Starzel、ロッテンブルク＝ビーリンゲンで右岸から合流）
- シュタインラハ川（Steinlach、テュービンゲンで右岸から合流）
- アマー川（Ammer、テュービンゲン＝ルストナウで左岸から合流）
- エヒャツ川（Echaz、キルヒェンテリンスフルトで右岸から合流）
- エルムス川（Erms、ネッカーテンツリンゲンで右岸から合流）
- アイヒ川（Aich、ニュートリンゲン＝オーベルエンジンゲンで左岸から合流）
- ラウター川（Lauter、ヴェントリンゲンで右岸から合流）
- フィルス川（Fils、プロヒンゲンで右岸から合流）
- ケルシュ川（Körsch、ダイツィザウで左岸から合流）
- ネーゼンバッハ川（Nesenbach、シュトゥットガルト＝オストで左岸から合流）
- レムス川（Rems、レムゼックで右岸から合流）
- ムル川（Murr、マールバッハで右岸から合流）
- エンツ川（Enz、ベジクハイムで左岸から合流）
- ツァーバー川（Zaber、ラウフェンで左岸から合流）
- ショツァハ川（Schozach、ハイルブロン＝ゾントハイムで右岸から合流）
- ライン川（Lein、ハイルブロン＝ネッカーガルタッハで左岸から合流）
- ズルム川（Sulm、ネッカーズルムで右岸から合流）
- コッハー川（Kocher、バート・フリードリッヒスハルで右岸から合流）
- ヤクスト川（Jagst、バート・ヴィンプフェンで右岸から合流）
- エルツ川（Elz、モースバッハ＝ネッカーエルツで右岸から合流）
- イッター川（Itter、エーベルバッハで右岸から合流）
- ラックスバッハ川（Laxbach、ヒルシュホルンで右岸から合流）
- シュタイナハ川（Steinach、ネッカーシュタイナッハで右岸から合流）
- エルゼンツ川（Elsenz、ネッカーゲミュントで左岸から合流）
- カンツェルバッハ川（Kanzelbach、ラーデンブルクで右岸から合流）

## 流域の都市

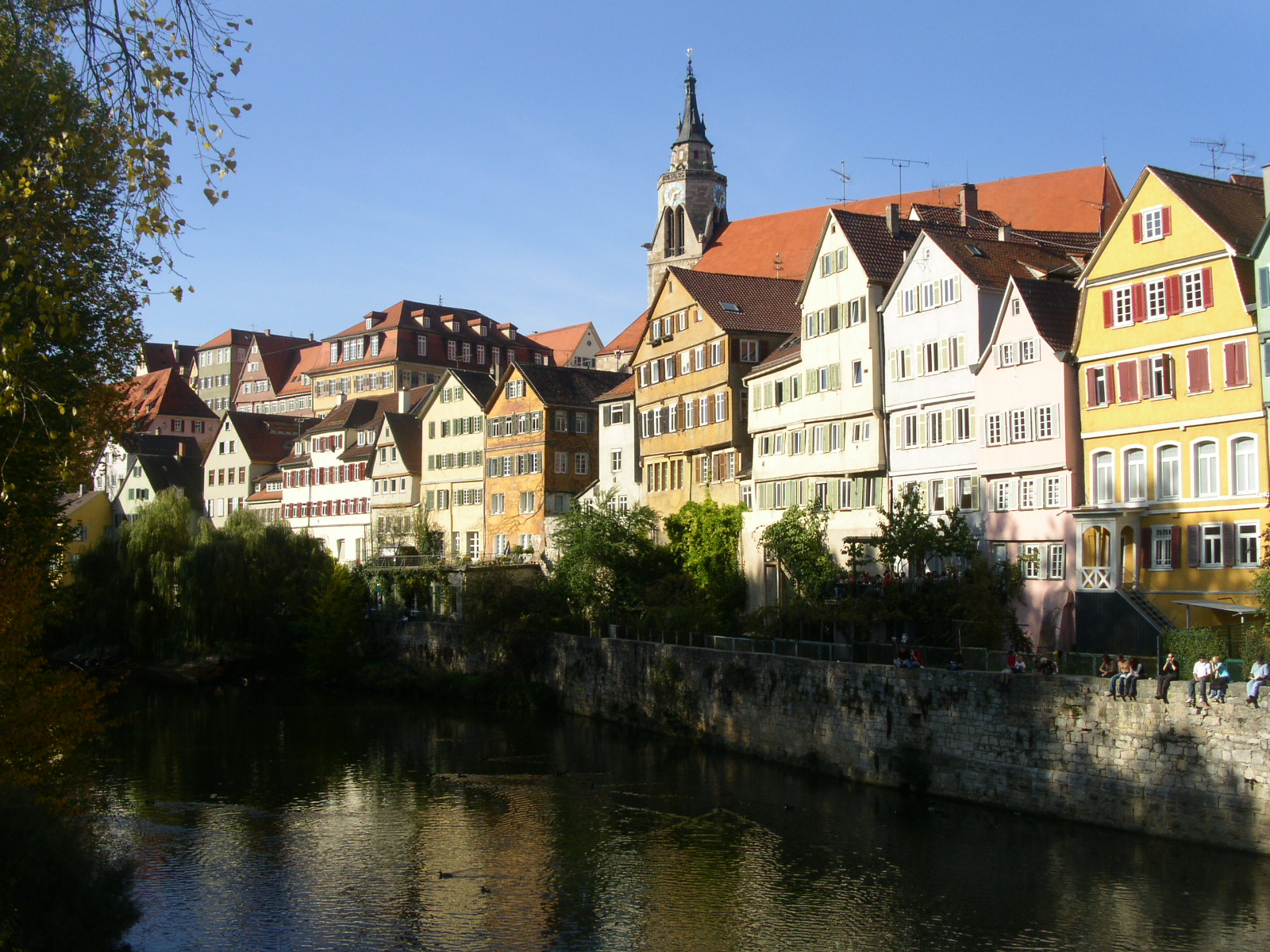
ネッカー川沿いのテュービンゲンの町並み

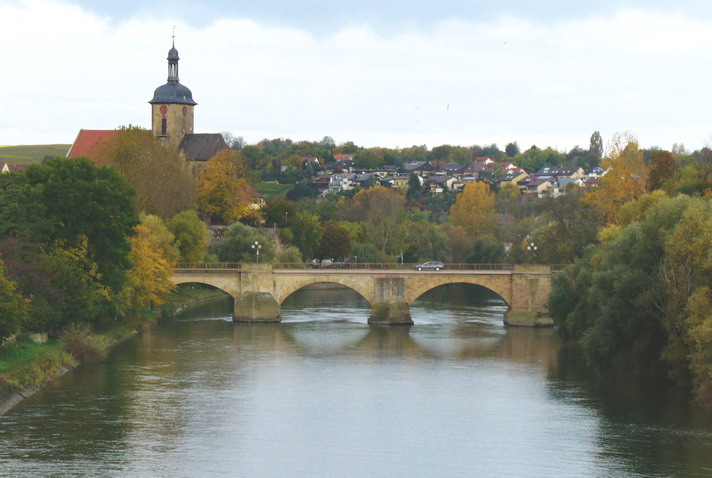
ハイルブロン近郊、ラウフェンの街を流れるネッカー川

ネッカー川は、上流から下流に向かって以下の地域に影響している。
- シュヴァルツバルト＝バール郡
- ロットヴァイル郡
- フロイデンシュタット郡
- テュービンゲン郡
- ロイトリンゲン郡
- エスリンゲン郡
- シュトゥットガルト
- レムス＝ムル郡
- ルートヴィヒスブルク郡
- ハイルブロン郡
- ハイルブロン
- ネッカー＝オーデンヴァルト郡
- ベルクシュトラーセ郡（ヘッセン州）
- ハイデルベルク
- ライン＝ネッカー郡
- マンハイム

## 港
プロヒンゲン港
1954年12月8日にネッカーハーフェン・プロヒンゲン有限会社は創設された。最後の閘門であるDeizisauの堰が1960年から1963年に建設された後、1964年4月29日にオットー・コンツはネッカー港プロヒンゲンの建設に着手した。最初の船は1968年7月12日に接岸した。
2004年、プロヒンゲン港では約15社が、およそ50-60億ユーロの取引を行っている。
シュトゥットガルト港
ネッカー港シュトゥットガルトは、二回にわたって建設されている。1954年から1958年と、1966年から1968年である。港湾施設の総面積は約100ha、三つの港の水域面積は（連邦水路もあわせて）30.7haである。

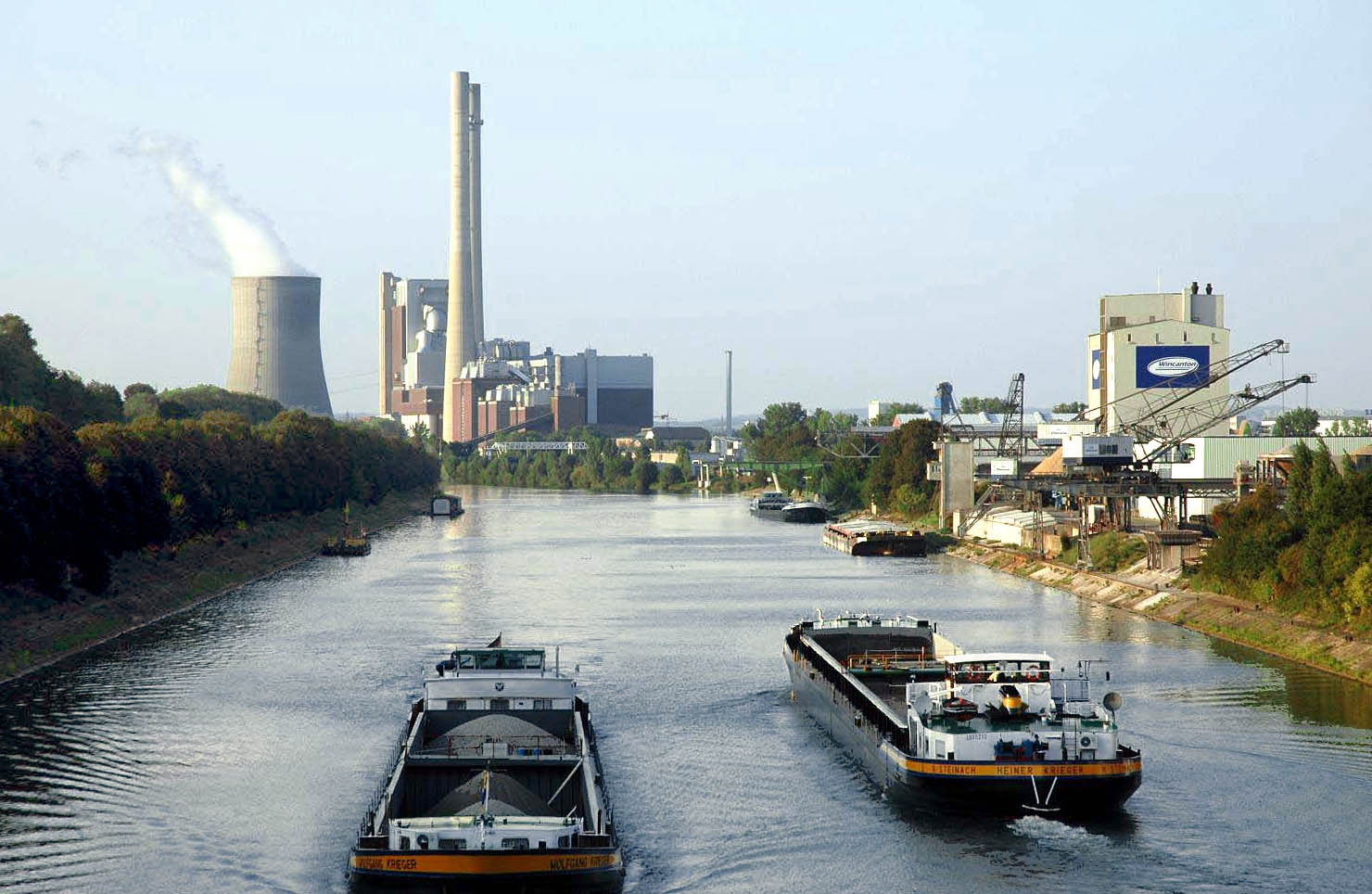
ハイルブロン港
面積：107ha、ドックの全長7.2km

### 閘門
内水路であるネッカー川を航行できる船の大きさは27ある閘門の大きさによって110m×12mに制限される。航行できる最も浅い箇所の水深は2.80mである。バーデン＝ヴュルテンベルク州は閘門の全長を140mに拡張する計画をもっている。2004年以降、ネッカー川上流部部ダイツィザウからシュッツガルト港までの閘門はシュトゥットガルト＝オーベルチュルクハイムのコントロールセンター(FBZ)で遠隔管理されている。ネッカー川は連邦水路にもなっており、水運事務所がシュトゥットガルトとハイデルベルクに設けられている。

## 景観

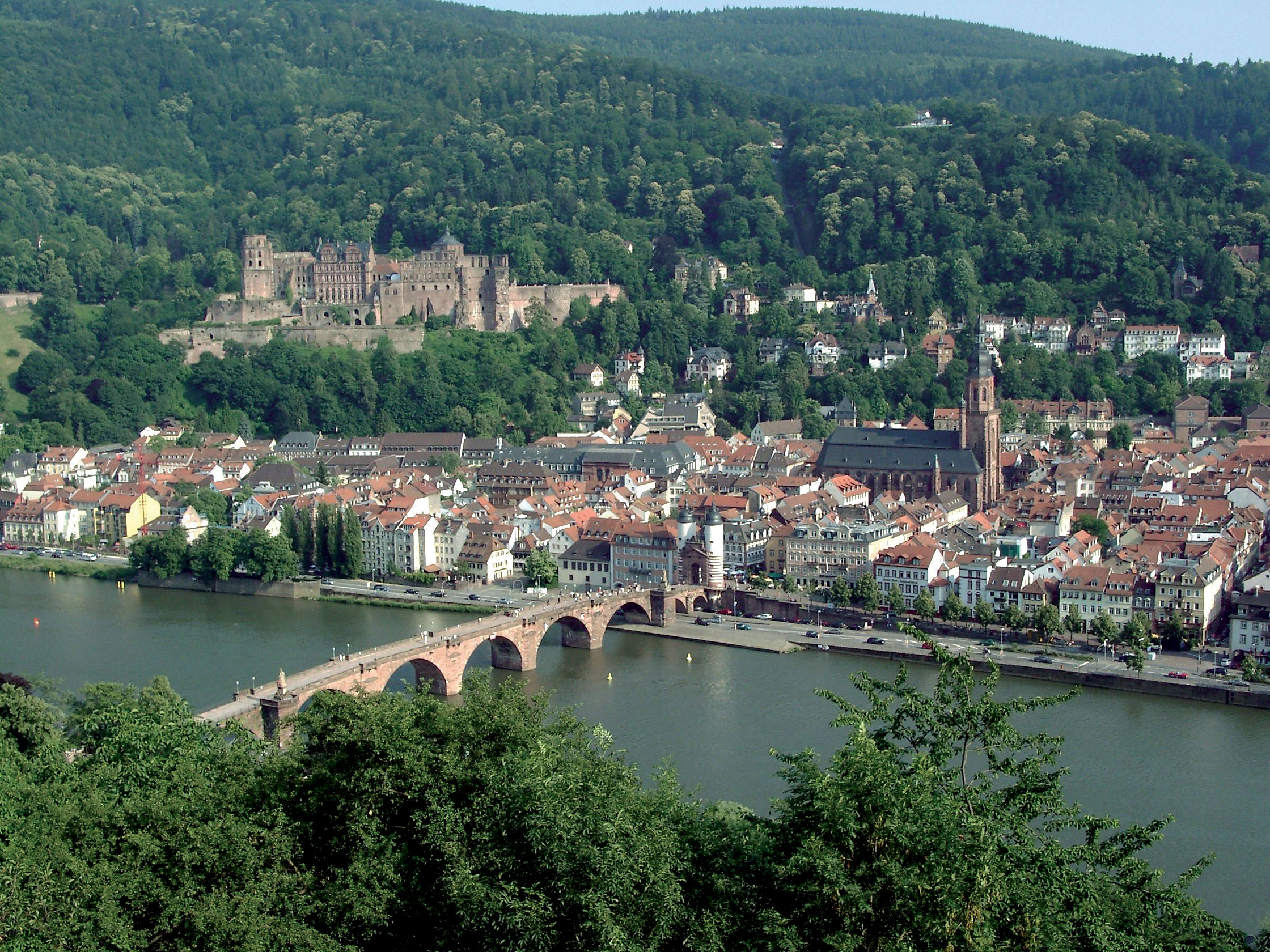
ハイデルベルク旧市街を流れるネッカー川

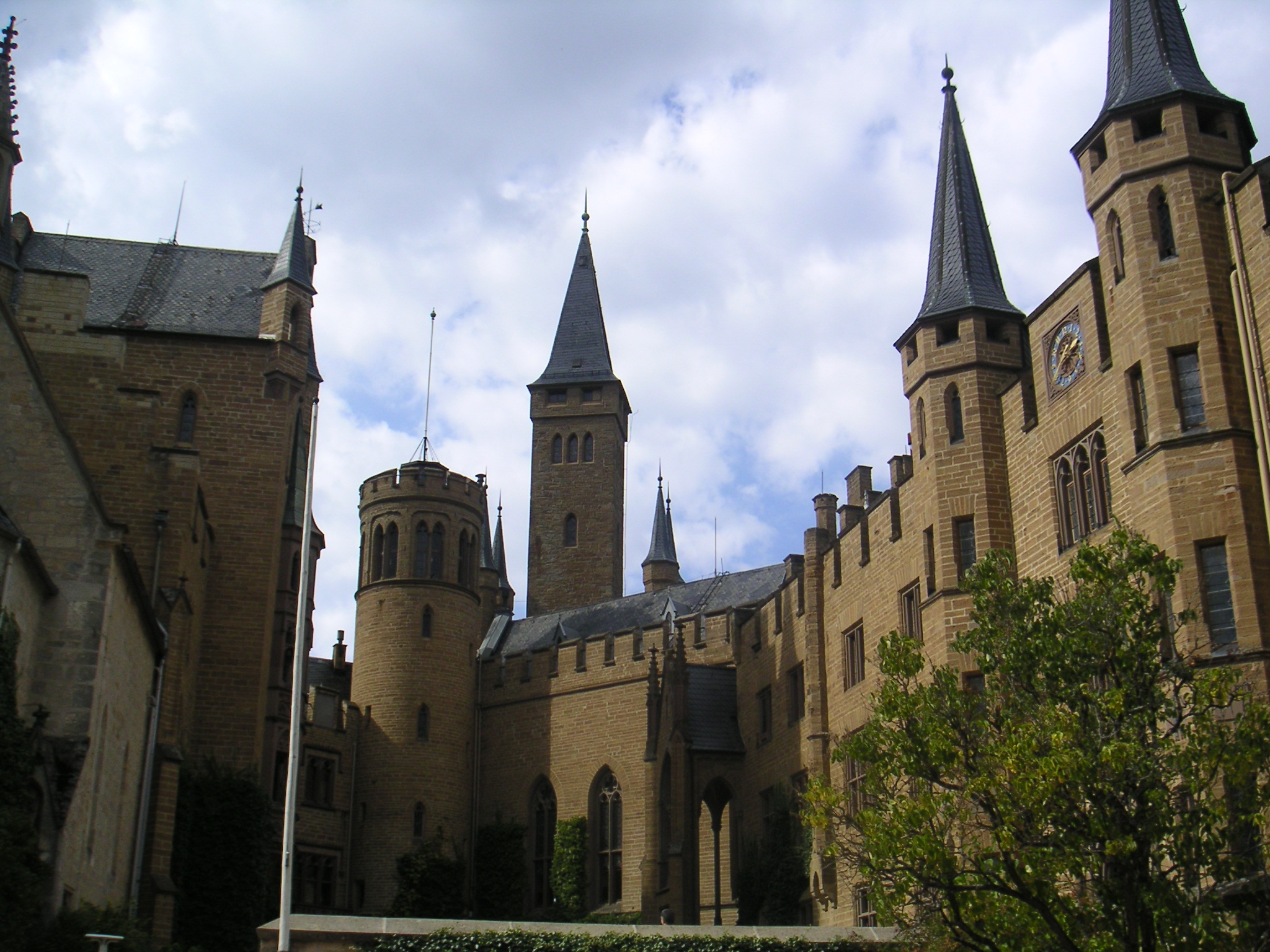
ホーエンツォレルン城

ネッカー渓谷には多くの城や館がある。特にハイデルベルク城は有名である。また、ホルンベルク城やグッテンベルク城もネッカー川沿いの城である。そのほかの城には、エーベルバッハ城、エスリンガー城、ヒルシュホルン城、シュトルツェネック城、ミンネブルク城、レムゼック城、ヴァイラー城、ディルスベルク城、ノイブルク城、ハインスハイム城、ホークハイム城、リーベンシュタイン城、ツヴィンゲンブルク城がある。
そして、ネッカー川右岸から少々離れたヘヒンゲン近くの山（ホーエンツォレルン山　海抜855m）には、第一次世界大戦までのドイツ帝国皇帝であったホーエンツォレルン家のホーエンツォレルン城がそびえる。
マンハイムからハイデルベルク、エーバーバッハ、モースバッハを経由してハイルブロンまでネッカー川に沿って古城街道が整備されている。

## 環境
最近になって、ネッカー川の自然を回復しようという新しい動きが始まっている。その目的は、川のシステマチックな環境浄化、水質改善、護岸の改善を行い、川沿いに魅力的なレクリエーション・エリアを造ろうというものである。